# Bondarzewia
Bondarzewia Singer (jodłownica) – rodzaj grzybów z rodziny jodlownicowatych (Bondarzewiaceae).

## Charakterystyka
Owocniki roczne, siedzące, lub grzyby kapeluszowe z trzonem bocznym lub centralnym. Powierzchnia delikatnie włochata lub kutnerowata o barwie od ochrowej do fioletowo-brązowej. Grzyby poliporoidalne o hymenoforze rurkowym, liczba porów 1–2 na mm. Kontekst biały, mięsisto-twardy, trudno schnący. System strzępkowy dimityczny; strzępki generatywne z prostymi przegrodami, strzępki szkieletowe szkliste, z rzadkimi rozgałęzieniami, w tramie występują strzępki mleczne, cystyd brak. Podstawki maczugowate, duże, 40–55 × 8–12 µm, z czterema sterygmami. Bazydiospory kuliste do półkulistych, szkliste, ornamentowane krótkimi i nieregularnie ułożonymi grzbietami. Grzyby poliporoidalne powodujące białą zgniliznę twardzieli w korzeniach oraz pniach żywych drzew iglastych i liściastych.

## Systematyka i nazewnictwo
Pozycja w klasyfikacji: Bondarzewiaceae, Russulales, Incertae sedis, Agaricomycetes, Agaricomycotina, Basidiomycota, Fungi (według Index Fungorum).
Nazwę polską podali Barbara Gumińska i Władysław Wojewoda w 1983 r., Stanisław Domański używał nazwy bondarcewia.
Gatunki:
- Bondarzewia berkeleyi (Fr.) Bondartsev & Singer 1941
- Bondarzewia guaitecasensis (Henn.) J.E. Wright 1964
- Bondarzewia mesenterica (Schaeff.) Kreisel 1984 – jodłownica górska
- Bondarzewia podocarpi Y.C. Dai 2010

Wykaz gatunków i nazwy naukowe na podstawie Index Fungorum. Nazwy polskie według Władysława Wojewody.